# Edgar Gilbert
Edgar Nelson Gilbert (* 25. Juli 1923 in Woodhaven, Queens, New York City; † 15. Juni 2013 in Basking Ridge, New Jersey) war ein US-amerikanischer Mathematiker, der vor allem für Beiträge zur Kodierungstheorie bekannt ist.

## Leben
Gilbert ging auf die Franklin K. Lane High School in Brooklyn (Abschluss 1940) und studierte Physik am Queens College der City University of New York mit dem Bachelor-Abschluss 1943. Danach lehrte er kurz an der University of Illinois. Im Zweiten Weltkrieg arbeitete er an Radarantennen im Radiation Laboratory des Massachusetts Institute of Technology (MIT), an dem er 1948 bei Norman Levinson promoviert wurde (Asymptotic Solution of Relaxation Oscillation Problems). Danach war er bis zu seinem Ruhestand 1996 an den Bell Laboratories. Er starb an den Folgen eines Sturzes.
Im September 1948 heiratete er Mina Young (gestorben 2000) und hatte einen Sohn und eine Tochter. Die meiste Zeit lebte er in Whippany, bevor er 2008 nach Fellowship Village in Basking Ridge zog.
1974 wurde er Fellow des IEEE.

## Werk
Von ihm stammen 85 Forschungsaufsätze aus den Gebieten Informationstheorie und Kodierungstheorie, Graphentheorie, Kombinatorik, Optimierung und Wahrscheinlichkeitstheorie.
In der Kodierungstheorie stammt von ihm (1952) und unabhängig Rom Rubenowitsch Warschamow (1957) die Gilbert-Varshamov-Schranke ein (die Ansätze von Gilbert und Warschamow sind unterschiedlich und führen auch zu leicht unterschiedlichen Ergebnissen). Sie stellt die Existenz guter fehlerkorrigierender Codes in Abhängigkeit von den Code-Parametern (Länge, Dimension und Hamming-Abstand) sicher über eine untere Schranke für die Größe des Codes.
Er führte 1960 unabhängig von E. O. Elliott (1963) ein Modell für in Gruppen (Bursts) auftretende Fehler in Übertragungskanälen ein (Gilbert-Elliott-Modell).
Unabhängig von Paul Erdős und Alfréd Rényi führte er 1959 das Erdős-Rényi-Modell von Zufallsgraphen ein.
Mit Claude Shannon entwickelte er 1955 an den Bell Labs in einem unveröffentlichten Memorandum (Theory of shuffling) ein Modell für das Mischen von Karten (Riffle Shuffle). Da auch Jim Reeds es 1981 in einer unveröffentlichten Arbeit einführte, wird es Gilbert-Shannon-Reeds-Modell genannt.
1967 entwickelte er ein Modell für zufällig nach einer Poisson-Verteilung in der Ebene wachsende Risse, die so lange wachsen, bis sie auf einen anderen Riss treffen (Gilbert tesselation). Er arbeitete auch über das Steinerbaumproblem, das er mit Netzwerkflüssen in Beziehung brachte, und verschiedene kombinatorische Probleme.